# Бакуритуба

Бакуритуба на карте штата.

Бакуритуба (порт. Bacurituba) — муниципалитет в Бразилии, входит в штат Мараньян. Составная часть мезорегиона Север штата Мараньян. Входит в экономико-статистический микрорегион Литорал-Осидентал-Мараньенси. Население составляет 5293 человека на 2010 год. Занимает площадь 674,512 км². Плотность населения — 7,85 чел./км².

## Демография
Согласно сведениям, собранным в ходе переписи 2010 г. Национальным институтом географии и статистики (IBGE), население муниципалитета составляет:
| Полное население                               | Полное население                               | Полное население                               | Полное население                               | 5293  |
| ---------------------------------------------- | ---------------------------------------------- | ---------------------------------------------- | ---------------------------------------------- | ----- |
| в том числе:                                   | Городское население                            | 1424                                           | Процент городского населения, %                | 26,90 |
|                                                | Сельское население                             | 3869                                           | Процент сельского населения, %                 | 73,10 |
|                                                | Мужское население                              | 2745                                           | Процент мужского населения, %                  | 51,86 |
|                                                | Женское население                              | 2548                                           | Процент женского населения, %                  | 48,14 |
| Плотность населения, чел/км²                   | Плотность населения, чел/км²                   | Плотность населения, чел/км²                   | Плотность населения, чел/км²                   | 7,85  |
| Население муниципалитета в % к населению штата | Население муниципалитета в % к населению штата | Население муниципалитета в % к населению штата | Население муниципалитета в % к населению штата | 0,08  |

По данным оценки 2016 года, население муниципалитета составляет 5511 жителей.

## История
Город основан 19 июня 1995 года.

## Статистика
- Валовой внутренний продукт на 2014 год составляет 733 000 000 реалов (данные: Бразильский институт географии и статистики)[1].
- Валовой внутренний продукт на душу населения на 2014 год составляет 5102,12 реала (данные: Бразильский институт географии и статистики)[1].
- Индекс человеческого развития на 2010 год составляет 0,537 (данные: Программа развития ООН)[2].

## География
Климат местности: тропический гумидный.